# Can Batista (Subirats)
Can Batista és un nucli de població del municipi de Subirats (Alt Penedès) situat prop de la línia divisòria dels termes de Subirats i Sant Sadurní, al costat de la riera Lavernó. Té una població de 73 habitants (2023).
El poble neix a redós de la masia Carbó de Puigfedó, del segle XIV, coneguda com a Batista, en ser el malnom de Jaume Carbó, un dels seus propietaris. A finals del segle XVIII i principis del XIX, la família Carbó es va dedicar a la destil·lació d'aiguardent, però en anar malament el negoci, decideix fragmentar i vendre la casa pairal i la finca a diverses famílies. com la de Baldiri Raventós i la dels Marigó, sorgint així l'actual nucli de Can Batista.

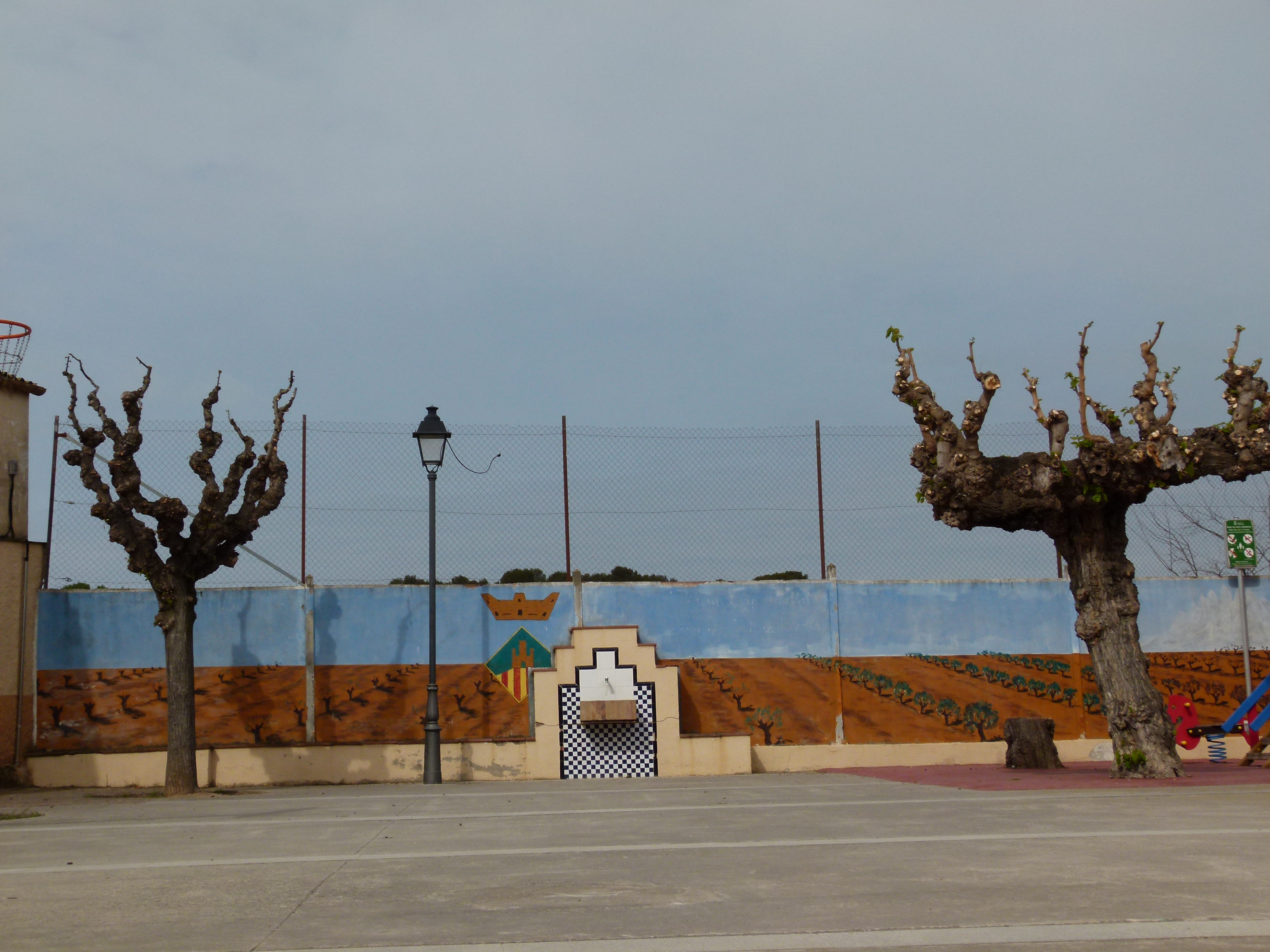
Font de Can Batista

El poble disposa d'un local social, situat a la plaça de les Escoles, on també hi ha la font de Can Batista, decorada amb rajoles blanques i blaves formant un escacat, amb la mateixa estètica que en d'altres barris de Subirats, fet que reforça la identitat municipal.